# SOAK
SOAK(1996년 5월 2일 ~ )는 북아일랜드의 싱어송라이터이다.

## 음반 목록
- Before We Forgot How to Dream (2015)
- Grim Town (2019)